# Турнвальд, Мануэль
Мануэль Турнвальд (нем. Manuel Thurnwald; род. 16 июля 1998, Австрия) — австрийский футболист, играющий на позиции левого защитника. Ныне выступает за австрийский клуб «Райндорф Альтах».

## Карьера
Турнвальд является воспитанником «Рапида». Начиная с сезона 2016/2017 тренировался с основной командой. 6 ноября 2016 года дебютировал в австрийской Бундеслиге в поединке против «Вольфсберга», в/ыйдя в стартовом составе и проведя на поле весь матч. Всего в дебютном сезоне принял участие в 11 встречах, в девяти из них выходил  в стартовом составе. Вместе с «Рапидом» дошёл до финала кубка Австрии, где они уступили «Ред Буллу». Турнвальд на поле не выходил, проведя весь отрезок матча на скамейке запасных.